# Joseph García de León y Pizarro
Joseph García de León y Pizarro (Motril, Granada, 10 de octubre de 1730 – Madrid, 30 de marzo de 1798) fue un importante funcionario español que sirvió como fiscal de Sevilla, después regente de Quito, posteriormente lograría ser ministro togado del Consejo de Indias, y por último camarista del Consejo de Indias.

## Biografía
Sobre su origen familiar se conoce que fue hijo de José García de León, quien había nacido en Arévalo, en Ávila. Su madre por otro lado fue Francisca Pizarro y Rivera, quien había nacido en Motril, Granada. Su familia fue destacada puesto que su padre sería el coronel de Infantería y además sería gobernador de Mazalquivir. Por otro lado, dentro de sus antepasados se encuentran sus abuelos paternos quienes serían Lázaro García Madrigal, natural de la ciudad de Arévalo. Además, contaba con Juana de León, de Coca. Por el lado materno, sus abuelos serían Alonso Pizarro Padilla, natural de Trujillo, y su abuela sería Ysabel de Rivera y Santa Marina, de Motril. Sus hermanos fueron Ramón García quien había sido funcionario también en América al fungir como gobernador y capitán general en la Audiencia de Charcas en el año de 1796. Logró destacar tanto que serían nombrado caballero de Calatrava en 1796 y lograría ser el primer marqués de Casa Pizarro en 1815. Por su parte García de León recibió la Cruz de la Orden de Carlos III en 1782.
Sobre su vida familiar se conoce que se casó en Ronda el 16 de enero de 1759 con María Ximénez de Frías y Pizarro. Su esposa sería hija de Francisco Ximénez de Frías, de Málaga y de Josefa María Pizarro. Su hijo que también llevaba su mismo nombre logró ser caballero de Carlos III y fue llamado a la Junta Central por el conde de Floridablanca. Por otro lado, su hija también exitosa se casaría con Juan José de Villalengua, quien fue un notable presidente de la Audiencia de Quito después de Joseph García. Se conoce además que tuvo una tercera hija se llamó María de los Dolores.
Antes de empezar su carrera como funcionario público estudiaría en la Universidad de Granada donde alcanzaría el grado de doctor. Gracias a esto logro formar parte además de la Real Academia de Madrid de Derecho Español. Lograría poder ejercer como abogado en 1751 cuando el Consejo Real lo aprobó. García de León siguió la carrera de varas, sirviendo como alcalde mayor en Alhama (1760), Úbeda (1763), Jerez de la Frontera (1767), y como corregidor de Baena (1771). Por consulta del 26 de junio de 1775, fue nombrado para reemplazar a Joseph de Ubago y Busto como fiscal de la Audiencia de Sevilla. Después de esta dilatada carrera en el servicio público sería otorgado el título de presidente de la Audiencia de Quito un 18 de noviembre de 1776 y el año siguiente lograría viajar con toda su familia y su secretario. Estaría en el poder desde 1778 hasta 1784, lo que le permitió hacer bastante durante su mandato. Una de las cosas que haría sería reformar el fisco. Junto a su hermano Ramón quien era Gobernador de Guayaquil logró articular un poder importante en dicho territorio durante las últimas décadas de la existencia de la Real Audiencia.
Su servicio en la Audiencia le permitió entrar en el Consejo de Indias, ya que fue ascendido para sustituir al difunto José Pablo Agüero Riva. Aunque también existía la vacante del difunto Basilio Villarrasa. Esto ocurriría el 14 de marzo de 1783. Por esta razón regresaría a España el 14 de agosto de 1786. Después de haber pasado por el Consejo de Indias entraría en la Cámara de Indias con un nombramiento del 18 de noviembre de 1791, sirviendo hasta su muerte.